# Нескінченна регресія

Нескінченну регресію можна проілюструвати грою в «чому».

Нескінченна регресія в послідовності висловлювань виникає, якщо істинність висловлювання P1 потребує підвердження висловлювання P2,  яке, в свою чергу, вимагає підтвердження висловлювання P3, …, для істинності висловлювання Pn−1 необхідне підвердження  висловлювання Pn, і так до нескінченності.
Розрізняють нескінченні регресії, які є «хибними» регресіями, тому, що утворюють хибне коло, (vicous — злісний, порочний), і ті, які такими не є (virtuous — доброчесний).
Нескінченна регресія може бути проілюструвана як дитяча гра «чому»: Чому буває день і ніч? Тому, що Земля обертається навколо свої осі. А чому Земля обертається навколо своєї осі? Через закон збереження моменту імпульсу. А чому виконується закон збереження моменту імпульсу? Він випливає із законів руху. А чому закони руху такі? — і так далі до нескінченності. Якщо ланцюжок обірвати, сказавши «Не знаю», то і відповідь на перше запитання стане «Не знаю». Це демонструє неможливість знання. Ланцюжок можна обірвати, вказавши першопричину усього на світі, що може сприйматися як доказ існування Бога.
Аргумент нескінченної регресії - це аргумент проти теорії що використовує факт того що теорія приводить до нескінченної регресії.

## Арістотель

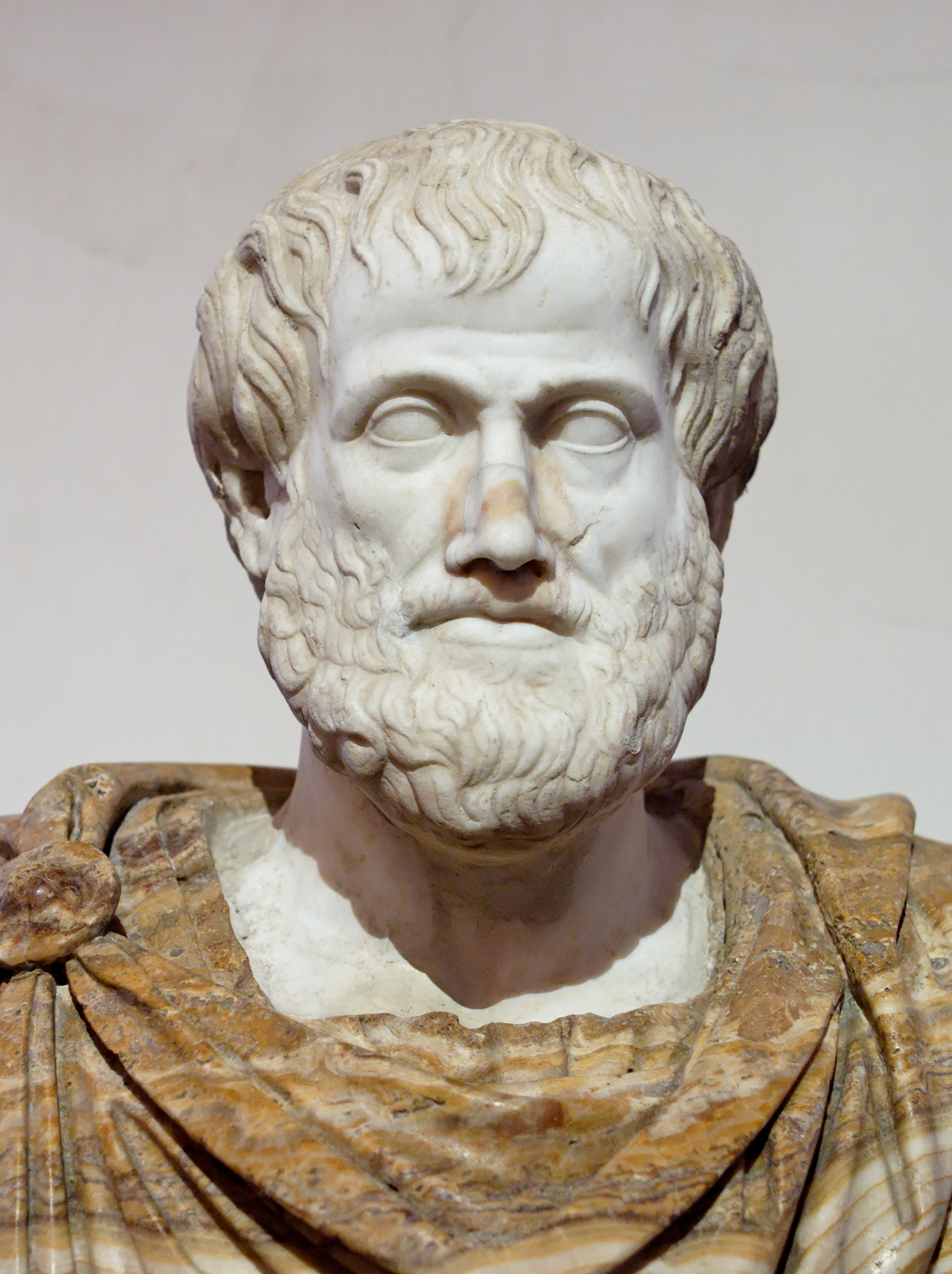
Арістотель

Арістотель стверджував, що знання не вимагає нескінченної регресії, тому що деякі знання не залежать від доведення:
Дехто вважає, що через необхідність знати основні передумови, наукове знання відсутнє. Інші думають, що воно є, але всі істини очевидні. Перша школа, припускаючи, що немає іншого способу пізнання, крім як за допомогою демонстрації, стверджує, що виникає нескінченна регресія  на підставі того, що якщо за попередніми твердженнями не стоїть жодної першопричини, (ми не можемо знати причину першопричини, оскільки неможливо пройти нескінченний ланцюжок): якщо, з іншого боку, - кажуть вони, - ланцюжок обривається, і першопричина існує, то її неможливо пізнати без демонстрації, яка на їхню думку  є єдиною формою знання. І оскільки не можна знати першопричину, знання висновків, які випливають з неї, не є чистим науковим знанням або не є знанням взагалі, але ґрунтується на ймовірно правдивому припущенні. Інша сторона погоджується з ними щодо знання, вважаючи, воно неможливе окрім як через демонстрацію, але вони не вбачають жодних труднощів у твердженні, що всі істини демонструються на підставі того, що демонстрація може бути циркулярною і взаємною. Наша власна доктрина полягає в тому, що не всі знання є показовими: навпаки, знання безпосередньої передумови не залежить від демонстрації.(Необхідність цього очевидна, оскільки ми повинні знати  передумови, з яких проілюстрована демонстрація, і оскільки регресія повинна закінчуватися на безпосередній істинах, ці істини повинні бути доведені.) Така наша доктрина і крім того, ми стверджуємо, що крім наукових знання існує його оригінальне джерело, яке дозволяє нам розпізнавати визначення.
— Арістотель,  Другі аналітики I.3 72b1–15

## Свідомість
Нескінченна регресія у свідомості — це утворення нескінченної серії «внутрішніх спостерігачів», оскільки досліджуючи суб'єктивну свідомість, ми ставимо питання про те, хто спостерігає за виходом нейронних корелятів свідомості.

## Оптика

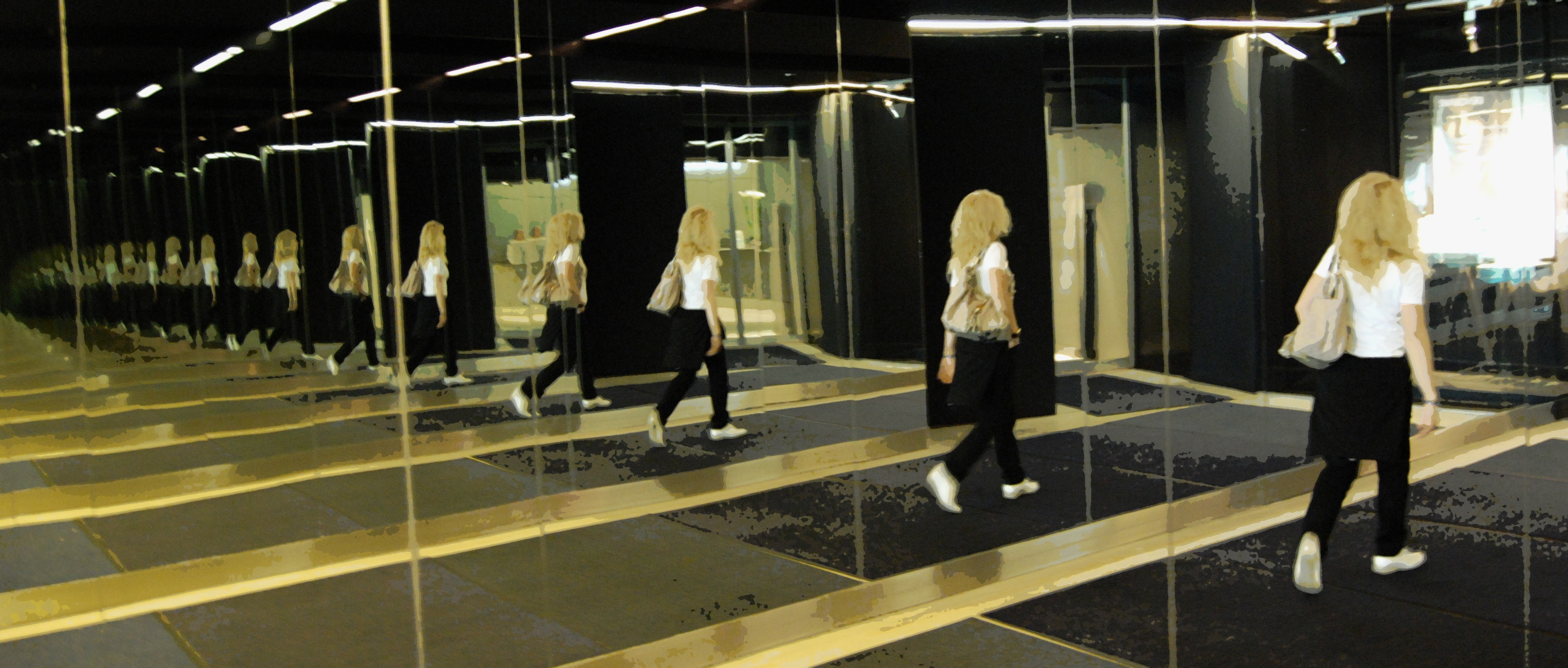
Нескінченні відображення між двома дзеркалами

У оптиці, нескінченна регресія — це явище, в якому між двома паралельними дзеркалами формується нескінченна послідовність віддалених зображень. Аналогічний процес відбувається при зворотному оптичному зв'язку.